# ماروشوو (استان اشوی‌داشکسیه)
ماروشوو (به لهستانی: Maruszów) یک منطقهٔ مسکونی در لهستان است که در گمینا اوژاروو واقع شده‌است. ماروشوو ۳۱۰ نفر جمعیت دارد.